# هیبت، باکو
هیبت (به لاتین: Heybət) یک منطقهٔ مسکونی در جمهوری آذربایجان است که در باکو واقع شده‌است.